# Луна 13
Луна 13 е космически апарат, изстрелян от СССР по програмата Луна с цел изследване на Луната.
Апаратът е ускорен по траектория към Луната от околоземна орбита и осъществява меко кацане на повърхността на Луната на 24 декември 1966 г. в района на Океанус Процеларум (Oceanus Procellarum / Океанът на бурите).
Радиоконтакт с наземния контрол е осъществен 4 минути след кацане.
На 25 и 26 декември 1966 г. са предадени панорамни снимки на лунната повърхност при различни ъгли на осветеност.
Всяка от двете панорами бива предавана в продължение на около 100 минути.
Оборудването на апарата включва устройство за изследване на механичните свойства на лунната почва, динамограф и радиационен детектор и дозиметър.
Последен контакт с апарата е осъществен на 28 декември 1966 г. в 06:13 ст. време след изтощаване на неговите батерии.
Луна 13 е вторият след Луна 9 апарат на СССР, осъществил меко кацане на лунната повърхност. Мястото на кацане е Океанът на бурите, а часът – 18:01 ст. време на 24 декември. Координатите са 18°52' с. ш. и 62°3' з. д. Включено е значително повече оборудване в сравнение със спускаемия модул на Луна 9.
Механичните свойства на почвата на дълбочина до 20 – 30 cm са изследвани първо по време на кацане с помощта на триосев акселерометър.
С помощта на измереното проникване на две титанови стрели в почвата е измерена нейната плътност – около 0,8 g/cm3.
Радиометрите отчитат температура от 117 ±3 °C на повърхността, като общата радиация би била безвредна за човешкия организъм.
Успешно са предадени 5 панорамни снимки, показващи по-равен терен от този, заснет от Луна 9. Една от камерите, включена с цел заснемане на стерео снимки, не проработва.